# Route nationale 623
Die Route nationale 623, kurz N 623 oder RN 623, war eine französische Nationalstraße, die von 1933 bis 1973 wischen Castelnaudary und Limoux verlief. Ihre Länge betrug 40 Kilometer.